# 「反辱華反港獨」大聯盟
「反辱華反港獨」大聯盟，又稱為「保普選反佔中」大聯盟或「保普選反暴力」大聯盟（英文：Alliance for Peace and Democracy），是一個由香港建制派人士及團體組成的政治聯盟，主要發言人為周融及吳秋北。大聯盟於2014年7月3日成立，其成立的目的，是推動全港市民支持和平和支持現行的普選方案、反對佔領中環行動及其可能會引起的暴力事件。隨著2015年政改方案否決後中止運作。2016年10月因應香港立法會宣誓風波重新運作，改組為「反辱華反港獨」大聯盟。

## 背景

### 佔領中環行動
2013年1月，香港大學法律學者戴耀廷教授莽顧法紀發起違法佔領中環行動，希望透過此次運動爭取特首普選。表示若市民不再施以更進一步行動，普選的目標將會無法達到。他在2013年1月16日投稿信報，以《公民抗命的最大殺傷力武器》為題，鼓勵市民及民間領袖以事先張揚的形式實行佔領中環行為。他認為，過去港人各種爭取政治權利的方式，如遊行示威、苦行、五區公投和佔領政府總部兼絕食等等，帶來的壓力都可能不足以讓中央政府讓步，因而提議發起佔領中環行動，希望以暫時佔領香港政治及經濟中心中環，以為可利用破壞香港經濟為籌碼，提高事件矚目性為目的，反對香港特首普選的有篩選性的提名機制。

### 6.22民間全民投票
2014年6月20日至6月29日，香港佔中行動舉行了為期10天的全民公投。組織者表示，總共有近80萬香港市民投票。不過，大聯盟周融則公開質疑說，佔中全民公投的投票人數有「水分」，而實際投票人數可能只有30至40萬。

### 成立大聯盟
2014年7月3日，「保普選反佔中」大聯盟宣佈成立。大聯盟是由鄉議局主席劉皇發、中國政協常委陳永棋，親中工會組織工聯會理事長吳秋北、中華廠商會會長施榮懷、「幫港出聲」召集人等28位香港名人發起。發起成員則有近40個，包括團體、商會、立法會議員、政協常委及學者等。

## 「保和平，保普選，反暴力，反佔中」簽名行動

### 背景
2014年7月19日，大聯盟發起「保和平，保普選，反暴力，反佔中」街頭簽名行動，在全港多區設立簽名街站，收集市民支持2017年普選的簽名，並期望至少可收集80萬人簽名。
在大聯盟的第三次記者會上，周融表示，大聯盟成立僅半個月，聯署的團體已超過1100個，以個人身份聯署的亦有700多人，原本的10個簽名站更在短短一周內躍升至468個，周融稱「這樣的環境已經很久很久沒有見過了，原因只有一個，就是佔中犯了香港人眾怒！香港人憤怒了！」

### 簽名首天
直至2014年7月19日晚上，據大聯盟官方網站聲稱不包括下午六點以後繼續開放的簽名站，截至晚上九點鐘的點算，總共獲得的市民簽名共201468張， 其中白色表格201223張，綠色表格245張。
當天大聯盟開設的簽名站計有：龍頭站1個，旗艦站20個，團體站385個，總共416個。

### 「網上簽名」行動
2014年8月2日，大聯盟於八月二日凌晨正式推出「網上簽名」行動。大聯盟發言人周融稱，希望讓一些未能親身到簽名站簽名的市民，有多一個渠道簽名及發聲，表達他們反對暴力、反對佔中、支持和平及支持普選的心聲。周融重申，已經參加實體簽名的市民不能參加網上簽名行動。
2014年8月3日，「保普選反佔中」大聯盟發起人周融向傳媒透露，發現網上簽名系統受到網絡攻擊，並已經剔除被攻擊期間的3,000個簽名。周融懷疑有人故意「倒污水」，損害簽名行動的公信力。周融表示，已向警方備案，稍後會發新聞稿公佈詳情。他揚言刪除3,000個可疑簽名，是為證明大聯盟不是為「追數」，更重視香港人表態數目。由於剔除了3,000個簽名，簽名數目已經由2萬1千個，下降至1萬8千個。

### 簽名人數
截至2014年8月17日，根據大聯盟聲稱的官方數字，自7月19日起，截至8月17日結束，為期一個月的時間內，合共收到1,504,839人簽名，其中街站簽名有1,182,129人，網上簽名有128,624人，團體簽名有196,987人。

## 「保普選、反佔中」大遊行

### 遊行情況
2014年8月17日，「保普選反佔中」大聯盟發起「保普選、反占中」大遊行，以維多利亞公園為起點，遊行至中環遮打道。並定8月17日為全港反暴力、反佔中、保和平、保普選的行動日，命名為「反暴力，反佔中 8.17 和平普選日」。大聯盟發起的簽名運動亦於該日結束。
出發前一小時，示威者已經站滿五個足球場，但遊行開始後，隊伍便變得疏落。「保普選、反佔中」大遊行於下午1時45分從香港維多利亞公園出發，前往中環遮打道。大遊行路線與此前2014年七一大遊行完全一致。大聯盟稱事次遊行有逾過千個團體，12.6萬餘人事先報名參加。
下午4時，「保普選、反佔中」大聯盟的先頭隊伍，已經抵達遊行終點，遊行民眾前往中環遮打花園獻花區參加和平獻花行動。遊行市民紛紛獻上象徵和平的塑料木棉花，表達以行動爭取和平普選的願望。下午6時15分，「保普選反佔中」大聯盟的遊行龍頭抵達終點中環遮打花園，龍尾則於下午5時由維園出發。
遊行歷時總共超過四個半小時。龍頭下午一時半由維園出發，個半小時後，抵達遮打道行人專區，龍尾則傍晚七時許抵遮打道。2014年8月18日下午，「保普選反佔中」大聯盟舉行記者會，公佈「8.17和平普選日」市民的參與情況，共有25萬人參加，其中大遊行人數有19.3萬人，「為和平普選 跑步上中環」有1567人，以及遮打花園獻花活動有5.2萬人。至於「保普選反佔中」簽名運動，共收到150萬人簽名。

### 質疑
香港警方估計，共有11.18萬人從香港維多利亞公園出發參與遊行，而遊行高峰時的參加人數達11.06萬人。不過，根據香港大學民意研究計劃估算，有7.9萬至8.8萬人上街，比較同年的七一大遊行的15.4萬至17.2萬人少超過一半。《東方日報》亦有拍攝照片，指反佔中的遊行隊伍明顯比七一大遊行疏落。香港大學社會工作及社會行政學系教授葉兆輝則推算有5.7萬人經過波斯富街及軍器廠街。就數字跟警方相差不少一事，葉估計可能是由於不少人中途離隊所致。由於兩個學者的點算站都設於遊行路線的中途，故不少由銅鑼灣站或天后站乘搭港鐵到終點的人並不會點算在內。曾志豪於《蘋果日報》撰文指出歷年的七一大遊行，都是主辦單位的公布數字最高，學者統計第二高，警方的最低；但這次反佔中遊行一反常態，警方數字高於學者數字；並諷刺反佔中遊行只是個「隆胸大遊行」，警方欺騙市民。
另外，參與遊行人士是否真心參與反佔中遊行及認同組織的理念立場亦受到質疑。多家傳媒報導不少遊行團體向遊行人士派錢，「包飲、包食、包接送」，例如不少社團及同鄉會在遊行前宴請遊行人士、有人向遊行人士派錢等等。其中有線電視更拍攝到香港青年會向每名遊行人士派發250元，並叮囑收錢者不要張揚的片段。周融雖一度否認，斥有線做假，但在片段公開之後，卻承認有線沒有做假。

## 反罷課熱線呼籲舉報學生
為響應常委會有關香港普選方案的決定，八大院校學生會組織香港專上學生聯會及中學生政治團體學民思潮準備在香港各中大學9月22日起罷課一周，還舉辦各式各樣的公眾活動，包括街頭集會等等。為了針對這大型罷課活動，大聯盟推動《學校家長救救孩子》行動。9月8日設立了電話熱線，呼籲大眾熱烈舉報學院裡參加罷課或佔領中環師生名字。根據大聯盟，資料確定後會「立即知會該校校長, 家教會及教育局; 並考慮根據『陽光政策』公開資料」。香港教育專業人員協會強烈譴責大聯盟在校園產生白色恐怖，侵犯學生私隱，違反保障學生言論自由及政治權利的《國際兒童權利公約》，要求立即停止收集有關個人資料行動。教協還表示處理罷課事情屬專業判斷，無須外界干涉。
葉建源批評大聯盟以這樣極端恐怖手法給學生和學校施壓，葉呼籲教育界堅定捍衛學生們的言論自由。多間中學校長也表示學校有機制處理罷課，擔心大聯盟行動「幫倒忙」；有校長公開說：「周融不要來找我」和「我尊重我的學生」。香港拔萃男書院校長說：「拔萃弟子的事、拔萃山上的事，是我們自己的事。周邊的人，謝謝關心，不用你們操心。」9月12日香港個人資料私隱專員公署已收到多達七十宗有關投訴熱線個案。私隱專員蔣任宏於電台訪問時指，如未經當事人同意就向大聯盟舉報他人的名字和個人資料，「有違當事人的『合理期望』，或會觸犯個人資料（私隱）條例第三原則」。

## 迴響

### 香港
- 行政長官梁振英：香港特首梁振英8月15日在反佔中呼籲書上簽名，但他強調他是作為社會一分子的身分參與簽名。[30]
- 政務司司長林鄭月娥：林鄭月娥稱在8月14日早上已在網上簽名「反佔中」。[31]
- 教育局局長吳克儉：吳克儉表示，沒計劃參與下午的反佔中遊行，他表示早前已以個人名義簽名反佔中，立場已很清晰。[32]
- 民政事務局局長曾德成：曾德成於7月28日表示，已於上週末空閑時簽名支持「保普選反佔中」。[33]
- 食物及衛生局局長高永文：高永文到保普選反佔中大聯盟位於又一村的街站，以個人名義簽名，並與街站負責人合照。[34]

對於行政長官梁振英及其問責官員支持反佔中，有質疑梁會否牴觸問責官員守則。根據《問責制主要官員守則》，「主要官員不應在任何針對政府行動或建議的公開請願中簽名支持或爭取簽名。」梁對質疑辯稱自己是以「個人身份」支持反佔中，並指守則英文版「針對政府行動或建議」為「against the action or proposals of the Government」（反對政府行動或建議），故無違反規則。
梁「個人身份」一說受到不少批評。前公務員事務局局長王永平批評梁「做作」，並指因為特首簽署的意義不同普通人，故應該光明正大以特首身份簽署，而非以「個人身份」一詞來掩飾其政治行為。工黨議員何秀蘭亦批評梁「完全係（是）與民為敵，進一步撕裂香港」。

### 名人
- 廖啟智及陳敏兒夫婦曾以父母身份發表同一份聲明，他並在Facebook上載WhatsApp截圖，顯示陳敏兒向外傳達該份「反佔中」聲明。[38]
- 陳小春：現為政協的陳小春於微博表態反佔中，留言稱：「我們家在香港起碼300年以上（我媽媽）要攪破壞，請離開，『反暴力、反佔中』。」陳小春同時上載「保普選反佔中大聯盟」通知書圖片，顯示他已簽名反佔中。[39]
- 吳家樂：吳家樂在微博轉貼「反佔中之詩」，網民群起指責其言論，稱他是「既得利益者」。後來他見網民反應太過「熱烈」，自動删除了該篇文章，並寫道：「只是轉發一段文章，得到太多誤會，都是拆除了吧！請自己對號入座 p.s. 平淡是福」。[40]
- 莊思敏：莊思敏在各社交網站貼出「反佔中」宣傳單張，留言：「和平爭取。」惹來大批網民瘋狂罵爆。她逐一回應：「點解唔想和平爭取？暴力最後傷害到市民。」、「和平有問題嗎？」、「暴力最後市民受害」、「你喜歡暴力？」等。[41]
- 李家仁：在Facebook表明已簽署反佔中簽名，並參加反佔中遊行。[42]

## 外部連結
- 「保普選反佔中」大聯盟官方網站